# Saima kanal
Saima kanal (fi. Saimaan kanava, ru. Сайменский канал, Sajmenskij kanal) är en kanal från 1856 som förbinder sjön Saimen med Finska viken. Kanalen är 57,2 kilometer lång, har åtta slussar och en höjdskillnad på 76 meter. 29,1 kilometer och tre slussar är på finländskt territorium, återstående del som sedan andra världskrigets slut är på den ryska sidan av gränsen arrenderas sedan 1962 av Finland. Det femtioåriga arrendet från 1962 förnyades 2012. Arrendet är unikt i världen och kan liknas vid de utgångna arrendena för Hongkong, Macao och Panamakanalen.
Kanalen leder från Villmanstrand, över den ryska gränsen i Nuijamaanjärvi, genom Viborgska viken ut i Finska viken. Den är öppen ungefär tio månader om året från april till januari.
År 2017 uppgick godstrafiken på Saima kanal till 1,27 miljoner ton, samma år passerade 17 200 passagerare genom kanalen. Till en början verkade kanalen främst som timmerflottningsled, men i modern tid har pappers- och träindustriprodukter samt olika bulklaster (olja, stenkol, metaller, mineraler och spannmål) fått större betydelse.
Saimax är en klassificerande storleksbeteckning för fartyg anpassade för Saima kanal. Saimax-fartyg kan nå städerna Villmanstrand, Nyslott, Varkaus, Joensuu och Kuopio.

## Historia
Att förena Saimen med havet var en tanke som uttalades redan under medeltiden, men den fick vänta länge på sitt förverkligande. Senator Lars Gabriel von Haartman var den som slutligen genomdrev att kanalen byggdes. Arbetena, som delvis finansierades med ett utländskt statslån, inleddes hösten 1844 och slutfördes 1856. I planeringen deltog bland andra Carl Rosenkampff och för utförandet svarade svensken Nils Ericson. Kanalen hade ursprungligen 28 slussar. Den utbyggdes 1895–1903 och 1911–1939, varvid slussarnas antal minskade till nio. Tillkomsten av Saima kanal verkade kraftigt stimulerande på näringslivet i Savolax och norra Karelen; redan i början av 1900-talet transporterades 0,5 miljoner ton gods årligen på denna vattenled, och på 1930-talet steg godsmängden till 0,8 miljoner ton/år, godset var främst trävaror för export.

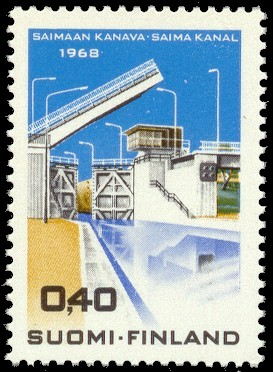
Finlands postverk gav 1968 ut ett frimärke för att hedra nyöppnandet av Saima kanal.

Vid krigsslutet 1944 befann sig hälften av kanalen bortom Finlands nya gräns mot Sovjetunionen och fram till 1963 var endast den finländska delen i bruk med ringa trafik. Att kanalen stängdes blev ett hårt slag mot sydöstra Finland och Norra Karelen. En del av slussarna hade skadats under kriget och Sovjetunionen var inte intresserade av att sköta kanalen. År 1962 ingick Finland ett avtal med Sovjetunionen om att på 50 år arrendera Saima kanal inklusive en 30 meter bred kanalzon. Hösten 1963 påbörjades kanalens iståndsättning och modernisering, vilket i praktiken innebar att en helt ny kanal byggdes. Den nya Saima kanal invigdes 5 augusti 1968. Kanalprojektet var ett led i president Urho Kekkonens strävanden att åstadkomma ett sovjetiskt återlämnande av områden som förlorats genom andra världskriget och därmed från dennes sida ett rent politiskt företag, vilket dock misslyckades.

## Turism
För att besöka ryska hamnar avkrävs av icke-medborgare ett giltigt pass och visum. Finländska medborgare i grupp om minst fem personer kan besöka Ryssland med ett gruppvisum som ansöks av researrangören. Passkontroll sker vid gränsövergångsstället vid kontrollkajen i Nuijamaa.